# Spatula versicolor
Spatula versicolor е вид птица от семейство Патицови (Anatidae).

## Разпространение
Видът е разпространен в Аржентина, Боливия, Бразилия, Парагвай, Уругвай, Фолкландски острови и Чили.